# Вороњешкаја
Вороњешкаја (рус. Воронежская) насељено је место руралног типа (станица) на југозападу европског дела Руске Федерације. Налази се у централном делу Краснодарске покрајине и административно припада њеном Устлабинском рејону.
Према статистичким подацима Националне статистичке службе Русије за 2010. у насељу је живело 8.562 становника.

## Географија
Станица Вороњешкаја се налази у централном делу Краснодарског краја, односно у јужном делу припадајућег му Устлабинског рејона. Лежи у ниској степи Кубањско-приазовске низије, на надморској висини од 68 метра, на десној обали реке Кубањ.
Село се налази на око 5 километара западно од рејонског центра Уст Лабинска, односно на неких 47 км североисточно од града Краснодара.
Кроз село пролази деоница регионалног друма Краснодар—Кропоткин.

## Историја
Станицу Вороњешкају основали су 1804. Донски Козаци, а сама станица је име добила у част Вороњешког пешадијског пука који је службовао на том подручју. Званичан статус козачке станице добија 1906. године.

## Демографија
Према подацима са пописа становништва 2010. у селу је живело 8.562 становника, док је према процени из 2017. село имало 8.650 становника.
| 1959. | 1979. | 2002. | 2010. | 2017. |
| ----- | ----- | ----- | ----- | ----- |
| 5.505 | 6.233 | 7.924 | 8.562 | 8.650 |